# Comarna
Comarna is een Roemeense gemeente in het district Iași.
Comarna telt 4678 inwoners.